# Paula Toller
Paula Toller Amora (née le 23 août 1962 à Rio de Janeiro) est une chanteuse brésilienne.

## Biographie
Paula Toller est élevée à Copacabana par ses grands-parents paternels Renée et Paulo Maurício de Andrade Amora, chirurgien à la retraite, ancien conseiller à la présidence de la République et au gouvernement de l'État de Guanabara, historien et auteur de plusieurs livres ; elle est femme au foyer et gérante d'une pension de vieilles femmes. Le père de Paula vit avec eux, car sa mère l'a abandonnée alors qu'elle est encore enfant. Elle apprend la danse et l'anglais et a l'intention de devenir professeur d'anglais.
À l'âge de dix-sept ans, elle intègre les cours de design industriel et de communication visuelle à l'Université pontificale catholique de Rio de Janeiro. Elle apprend le français. 
Elle est mariée au cinéaste Lui Farias depuis 1987, dans une relation qui a débuté en 1985. Le couple a un unique enfant, Gabriel Toller Farias, né à Rio de Janeiro, le 11 décembre 1989. Son mari réalise plusieurs clips de Kid Abelha et compose avec George et Paula Toller.
Paula Toller eut une relation avec le musicien Leoni de 1980 à 1982. Elle fréquenta le musicien Herbert Vianna, de 1982 à 1984 ; Les deux se retrouvent pour la composition de la chanson A Moto de l'album Meu Mundo Gira em Torno de Você de 1996.
Paula Toller découvre qu'elle avait le diabète de type 1 à 47 ans.

## Carrière
Ses premiers disques sont les bandes originales des telenovelas. En entendant à la télévision la chanson Perdidos na Selva du groupe Gang 90 e as Absurdettes (groupe formé en 1981), elle décide de devenir chanteuse.
Sa carrière musicale commence en tant que chanteuse principale de Kid Abelha e os Abóboras Selvagens à partir de 1982, groupe qu'a formé Leoni ; elle quitte l'université en 1984, à la veille de l'obtention de son diplôme. Cette même année, elle commence à apprendre la technique vocale avec la professeure et chanteuse lyrique Vera Maria do Canto e Mello et aime chanter des Lieder (chansons) en allemand, ce qui suscite son intérêt pour cette langue qu'elle étudie.
Le 7 septembre 2015, à la Bienal do Livro de Rio de Janeiro, elle présente le livre pour enfants Oito anos, publié par Editora Salamandra. L'œuvre reproduit les paroles de la chanson que Paula a composée en l'honneur de son fils et qui est devenue un succès avec l'interprétation d'Adriana Calcanhoto.
En février 2016, la chanteuse, avec le chanteur Nando Reis, la chanteuse Pitty et le groupe Os Paralamas do Sucesso font une tournée promue par le projet Nivea Viva Rock Brasil, qui a lieu chaque année depuis 2012 et emmène des artistes à des tournées au Brésil. La série de sept concerts rend hommage au rock brésilien. Peu après, elle annonce son départ du groupe Kid Abelha.